# Liste der Members des Order of Canada/U
Diese Liste gibt einen Überblick aller Personen, denen die Auszeichnung Member of the Order of Canada verliehen wurde.

## U
1. James Bruce Ubukata
2. Takaichi Umezuki
3. Hugh Ungungai
4. Anthony Morse (Tony) Urquhart
5. Frederick Albert Urquhart
6. Norah Roden Urquhart
7. Lawrence C. Uteck